# Noortje Tabak
Pour les articles homonymes, voir Tabak.
Noortje Tabak née le 13 juillet 1988 à Bergeijk, est une coureuse cycliste néerlandaise, championne d'Europe sur route espoirs en 2010.

## Biographie
Noortje Tabak finit 32e aux championnats du monde sur route en 2010 à Melbourne.

## Palmarès sur route

### Palmarès par années
- 2008
  - Championnat des Pays-Bas sur route Universitaire
  - Oostduinkerke
  - Arendonk
  - 2e de Uden
  - 2e de Buchten
- 2009
  - Omloop van de IJsseldelta
  - 3e de 7-Dorpenomloop van Aalburg
  - 3e de Ploegentijdrit Blauwe Stad (contre-la-montre par équipes)
- 2010
  -  Championne d'Europe sur route espoirs

### Grands tours

#### Tour d'Italie
2 participations
- 2007 : 71e
- 2011 : 50e

#### La Grande Boucle
- 2009 : 10e